# 崔永熙
崔永熙（2003年5月28日—）為中国大陆男子职业篮球运动员，司职小前锋。

## 生平
崔永熙籍贯广东省茂名市电白区林头镇林南村，父亲崔明光原是茂名石化公司职工，后赴广西工作，曾代表广西参加全国男子篮球联赛和全运会篮球比赛，有“广西球王”之称，崔永熙出生于广西玉林，成长于广西南宁，小学就读于南宁市荣和实验学校，自小展现出过人的运动天赋。
2015年9月，崔永熙进入东莞篮球学校，开始系统性篮球训练。
2018年，崔永熙随队获得全国U15男子篮球联赛冠军。
2019年，通过NBA精英计划，前往澳大利亚堪培拉的NBA国际学院受训。2022年，代表广州龙狮出战2022-23年中国男子篮球职业联赛，当选年度最佳新锐球员、星锐赛最有价值球员。
2023年1月，入选中国国家男子篮球队，在2023年世界杯篮球赛及杭州亚运会篮球比赛中登场。在2023-24年中国男子篮球职业联赛中，入选2024年CBA全明星赛南区首发阵容。
2024年4月，宣布报名参加NBA选秀，在布鲁克林篮网、孟菲斯灰熊、犹他爵士、印第安纳步行者、波特兰开拓者、纽约尼克斯六支球隊進行試訓，但最终落选。2024年6月，波特兰开拓者同意與崔永熙签下一份Exhibit-10合同，但雙方並未簽約。2024年9月，布鲁克林篮网與崔永熙簽下雙向合約。12月13日，布鲁克林篮网宣布崔永熙的左膝前十字韌帶遭遇撕裂，將缺席2024-25賽季剩餘所有比賽。12月15日，布鲁克林篮网完成與金州勇士的交易，交易中布鲁克林篮网獲得雙向合約球員里斯·比克曼，因此裁掉崔永熙。

## 外部連結
- 崔永熙在fiba.basketball（英语）
- 崔永熙在NBA官網（英语）
- 崔永熙在NBA G聯盟官網（英语）
- 崔永熙在中国男子篮球职业联赛官網
- 崔永熙在Basketball-Reference.com（NBA）（英语）
- 崔永熙在Basketball-Reference.com（NBA G聯盟）（英语）
- 崔永熙在Basketball-Reference.com（國際）（英语）
- 崔永熙在ESPN（NBA）（英语）
- 崔永熙在Eurobasket.com（球員）（英语）
- 崔永熙在Proballers（英语）
- 崔永熙在RealGM（英语）
- 崔永熙在中国篮球数据库
- 崔永熙在Flashscore（英语）